# Хмелевский, Кузьма Михайлович
Кузьма Михайлович Хмелевский (июль 1907, Нежин, Черниговская губерния — 8 февраля 1978, Москва) — советский партийный и государственный деятель.

## Биография
Отец, работавший грузчиком, погиб на фронте во время первой мировой войны в 1914 году; мать работала прачкой.
В 1920—1923 годах работал чернорабочим в Ереванской типографии.  В 1925—1926 годах работал чернорабочим на Ереванском заводе.
После окончания 7-летней школы с 1926 по 1928 работал чернорабочим Челябинского медеплавильного завода. В 1928 году стал секретарём Кыштымского районного комитета ВЛКСМ; в 1929 году вступил в ВКП(б).
В 1930—1931 годы — заведующий орготделом Кыштымского районного комитета ВКП(б), в 1931—1933 — секретарь парткома торфоразработок. В 1932 году окончил заочный коммунистический университет.
В 1933—1936 годах — секретарь парткома Среднеуральской ГРЭС.
В сентябре 1936 годабыл арестован во время подготовки к январскому процессу «Параллельного антисоветского троцкистского центра» и заключён в Свердловскую городскую тюрьму. По делу К. М. Хмелевского, отправленному в Особое Совещание при НКВД СССР, был вынесен 5-летний приговор; К. М. Хмелевский был отправлен в Москву, где в июле 1938 года освобождён. Работал заместителем начальника строительства Среднеуральской ГРЭС.
С марта 1939 года — партийный организатор ЦК ВКП(б) Закамской теплоэлектростанции (Свердловская область), с декабря 1939 по август 1940 года — первый секретарь Краснокамского городского комитета ВКП(б), затем — слушатель высшей школы парторганизаторов при ЦК ВКП(б).
С октября 1941 года — секретарь Молотовского обкома ВКП(б) по чёрной металлургии, с 1942 — второй секретарь Молотовского городского комитета ВКП(б), с февраля 1944 — второй секретарь Молотовского обкома ВКП(б).
С 19 апреля 1946 по 14 января 1950 года — первый секретарь Молотовского обкома ВКП(б). Был избран также депутатом Верховного Совета РСФСР 2-го созыва (1947—1951), где входил в состав редакционной комиссии, созданной для внесения изменений и дополнений в текст Конституции РСФСР.
В этот период Хмелевский старается наладить хозяйство в Пермской области. В июне 1948 г. лично руководил кампанией «по выселению в отдалённые районы лиц, злостно уклоняющихся от трудовой деятельности в сельском хозяйстве». В условиях низкой урожайности зерновых в области пытался развивать подсобные хозяйства, освобождённые от обязательных государственных поставок и наделённые правом сбывать излишки на колхозных рынках; поддерживал создание домашних хозяйств. Дважды (13 и 14 июля 1948 года) был принят И. В. Сталиным — единственный из секретарей уральских обкомов партии послевоенных лет. И. В. Сталин одобрил работу Молотовского обкома, и по результатам совещания, прошедшего 14.7.1948 с участием С. Н. Круглова (министр внутренних дел), Д. Ф. Устинова (министр вооружения), Б. П. Бещева (министр путей сообщения), П. Н. Горемыкина (министр сельскохозяйственного машиностроения), В. Г. Жаворонкова (министр торговли), П. Ф. Ломако (министр цветной металлургии), А. С. Кузьмича (заместитель министра угольной промышленности) и А. Н. Поскрёбышева, июльскими и августовскими решениями Совета министров СССР и ЦК ВКП(б) была снята финансовая задолженность с промышленных предприятий Молотовской области, расширен военный заказ, увеличены поставки дефицитного сырья и оборудования, а также снабжение области продовольствием и ширпотребом. 24 декабря 1949 года Секретариатом ЦК ВКП(б), а затем Пленумом Молотовского обкома 14 января 1950 года освобождён от обязанностей первого секретаря «…в связи с тем, что он не обеспечил развертывания критики и самокритики в парторганизации и допустил серьезные ошибки в воспитании кадров». В числе причин отстранения от должности указывают на личную обиду Г. М. Маленкова, получившего от И. В. Сталина замечание по результатам указанного выше совещания.
С января 1950 года — слушатель Курсов переподготовки при ЦК ВКП(б).
В 1950—1958 годах — инструктор ЦК КПСС. 
В 1954 году окончил исторический факультет МГУ им. Ломоносова, в качестве журналиста по военной тематике печатался в газетах «Правда», «Известия», «Красная звезда». . В 1968 г. принят в Союз журналистов СССР.
Похоронен в Москве на Троекуровском кладбище.

### Семья
Первый брак — Галина Александровна Хмелевская; дети:
- Александр, Юрий, Римма (Михайлова)

Второй брак — Нина Константиновна Хмелевская; дети:
- Татьяна (Бутысина), Ирина (Мельник).

## Избранные труды
Источник — Электронные каталоги РНБ
- Хмелевский К. М. Задачи Партийной организации по дальнейшему развитию хозяйства Молотовской области. (Доклад на Собрании актива Молотов. обл. и Молотов. гор. организаций ВКП(б) 20-21-го авг. 1948 г. в сокр. виде). — Молотов : Обком ВКП(б), 1948. — 32 с.
- Хмелевский К. М. Задачи промышленных предприятий Области по выполнению пятилетки в четыре года. Доклад на пленарном заседании Конференции 12-го апр. 1948 г. / Молотов. обл. науч.-произв. конференция. — Молотов : Молотов. обл. изд-во, 1948. — 20 с.
- Хмелевский К. О некоторых вопросах работы аппарата партийных комитетов (из практики работы Молотовского обкома ВКП(б)) // Большевик. – 1948. – № 23. – С. 32–41.

## Награды
- два ордена Ленина (1947[15], ?)
- орден Трудового Красного Знамени[2]
- орден Красной Звезды[2]
- две медали «За доблестный труд в Великой Отечественной войне 1941—1945 гг.»
- медаль «За победу над Германией в Великой Отечественной войне 1941—1945 гг.»[16].